# Distretto di Otokuni
Il distretto di Otokuni (乙訓郡, Otokuni-gun?) è uno dei distretti della prefettura di Kyōto, in Giappone.
Attualmente fa parte del distretto solo il comune di Ōyamazaki.
| Controllo di autorità | VIAF (EN) 253873095 · NDL (EN, JA) 00630899 |